# Фридрих фон Бронкхорст
Фридрих фон Бронкхорст (на нидерландски: Frederik van Bronckhorst; на немски: Friedrich von Bronckhorst; † 1506) е господар на Бронкхорст, Боркуло и господар на Щеендерен в Гелдерланд (1489 – 1508).

## Произход и наследство
Той е син на Ото фон Бронкхорст († 1458) и втората му съпруга Елизабет фон Насау († 1459), дъщеря на граф Йохан I фон Насау-Байлщайн-Менгер († 1473) и Мехтилд фон Изенбург-Гренцау († сл. 1415). Брат е на рицар Гизберт VII фон Бронкхорст (1444 – 1489), господар на Бронкхорст (1458 – 1489) и Боркуло (1477 – 1489).
Фридрих получава през 1490 г. Брокуло от епископа на Мюнстер.

## Фамилия
Първи брак: ок. 8 октомври 1492 г. с Матхилда фон Берг 'с Хееренберг (* 1470; † 1539), дъщеря на граф Освалд I фон дем Бергх (1442 – 1511) и Елизабет фон Мьорс (1442 – 1493). Те имат децата:
- Йост фон Бронкхорст (* 2 декември 1503; † 15 октомври 1553), 1. граф на Бронкхорст и господар на Боркуло и Лихтенвоорде, женен на 28 юли 1530 г. за Мария фон Хоя (* 25 юли 1508; † 21 ноември 1579)
- дете († сл. 1523)
- Анна фон Бронкхорст-Боркуло (* ок. 1495; † 1 октомври 1529), омъжена на 14 февруари 1528 г. за граф Гумпрехт II фон Нойенар-Алпен (* 1503; † 21 май 1556).

Втори брак: на 8 октомври 1492? г. с жена с неизвестно име. Те имат децата:
- Йохан фон Бронкхорст († сл. 1508)
- Гизберта фон Бронкхорст
- Елзекен фон Бронкхорст

Трети брак: с Катарина ван Цуест. Те имат един син:
- Ото фон Бронкхорст († сл. 1495)